# Neue Räume: Von Gibraltar bis Helgoland

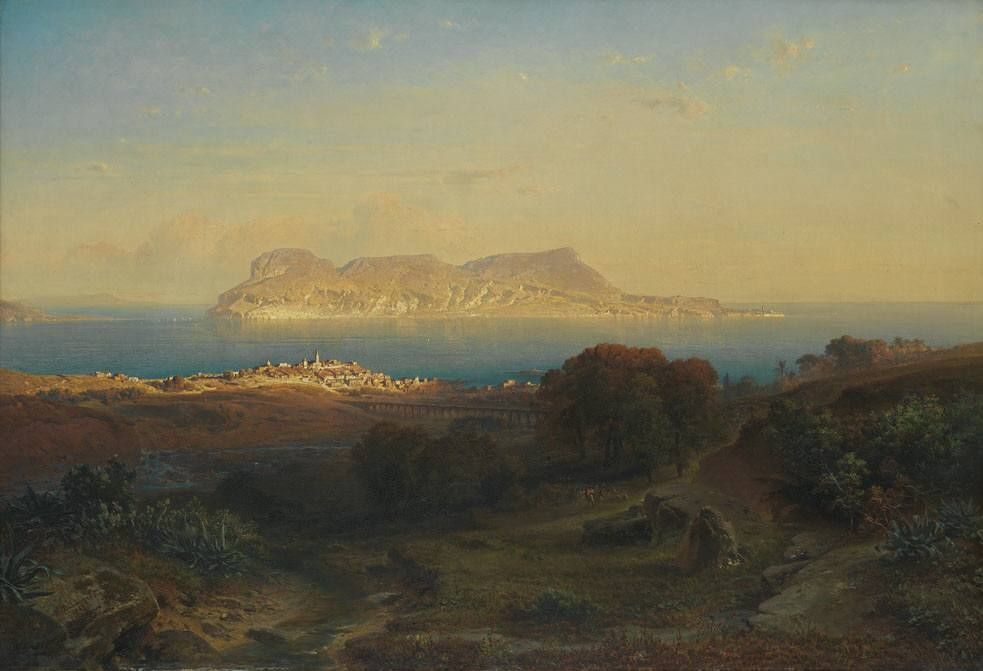
Fritz Bamberger: Ansicht von Gibraltar, 1863
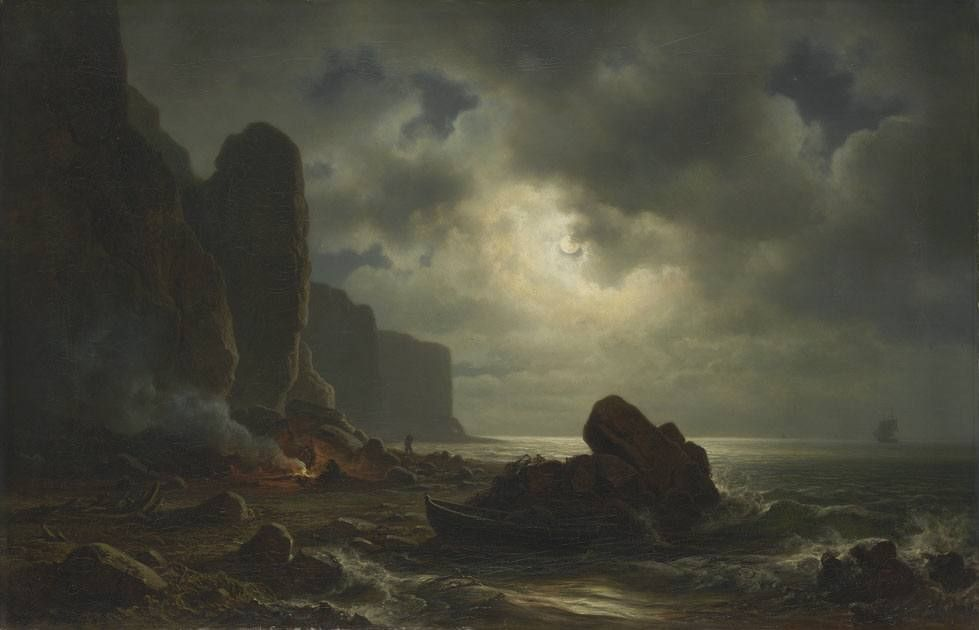
Christian E. B. Morgenstern: Küste von Helgoland, 1863

Neue Räume: Von Gibraltar bis Helgoland war 2016 der Titel einer Kunstausstellung der Sammlung Schack in München. Gegenstand der Ausstellung waren Landschafts- und Stadtansichten aus dem Bestand der Sammlung.

## Hintergrund
Der Namensbestandteil „Neue Räume“ des Titels der Ausstellung bezieht sich auf die drei Ausstellungsräume im Dachgeschoss der Sammlung Schack. In den 2000er Jahren wurde das Galeriegebäude grundlegend renoviert. Die Säle im Erdgeschoss konnten 2008 der Öffentlichkeit wieder zugänglich gemacht werden, die im Obergeschoss folgten 2009. Die Räume im Dachgeschoss waren aber erst ab 2016 wieder zugänglich. Das lag zum einen daran, dass mittlerweile verschärfte Brandschutzvorschriften einzuhalten waren und mit einer Außentreppe ein zweiter Fluchtweg geschaffen werden musste. Zum anderen wurden die Bauarbeiten aber auch dazu genutzt, das Dach energetisch zu sanieren und die Glasdächer und die Beleuchtungsanlage zu erneuern. Wie in den anderen Geschossen wurde auch hier der Teppichboden entfernt und durch einen Parkettboden ersetzt.

## Ausstellung
Nach der Renovierung der Räume im Dachgeschoss wurde dort die Ausstellung Neue Räume: Von Gibraltar bis Helgoland gezeigt. Die ausgestellten Bilder gehörten zum Bestand der Sammlung Schack, waren aber aufgrund der jahrelangen Renovierungsarbeiten lange Zeit nicht zu sehen gewesen. Die Ausstellung dauerte vom 27. April bis zum 31. Dezember 2016. Der Untertitel der Ausstellung bezieht sich dabei auf den südlichsten und nördlichsten der Orte, die auf den in der Ausstellung gezeigten Bildern dargestellt waren: Gibraltar auf dem Gemälde Ansicht von Gibraltar von Fritz Bamberger und Helgoland auf dem Gemälde Küste von Helgoland von Christian Morgenstern.
Die ausgestellten Veduten verdeutlichten den spätromantischen Blick auf Landschaften und Städte Europas. Besonders stark war der Süden vertreten, was das Fernweh dieser Zeit zum Ausdruck brachte. Aus Spanien wurden unter anderem Landschaftsmalereien von Fritz Bamberger und Stadtansichten Granadas von Eduard Gerhardt gezeigt. Aus Italien waren spätromantische Landschaftsansichten von Künstlern wie Bernhard Fries und Ernst Willers zu sehen. Der Norden war vor unter anderem durch Alpenlandschaften von Eduard Schleich dem Älteren und Carl Rottmann vertreten bis hin zu Morgensterns Nachtszene aus Helgoland.

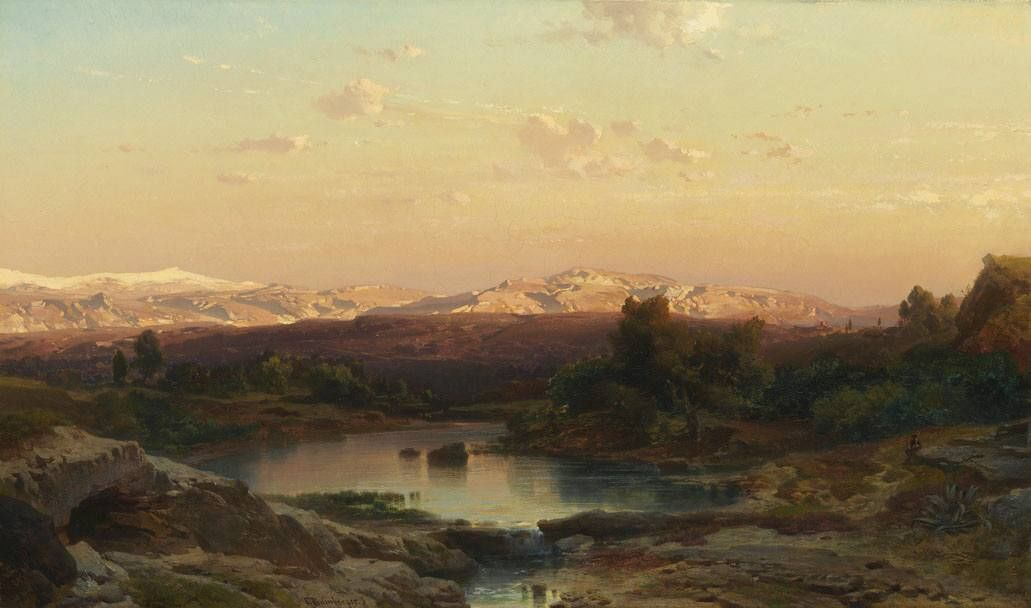
Fritz Bamberger, Ansicht der Sierra Nevada, um 1868
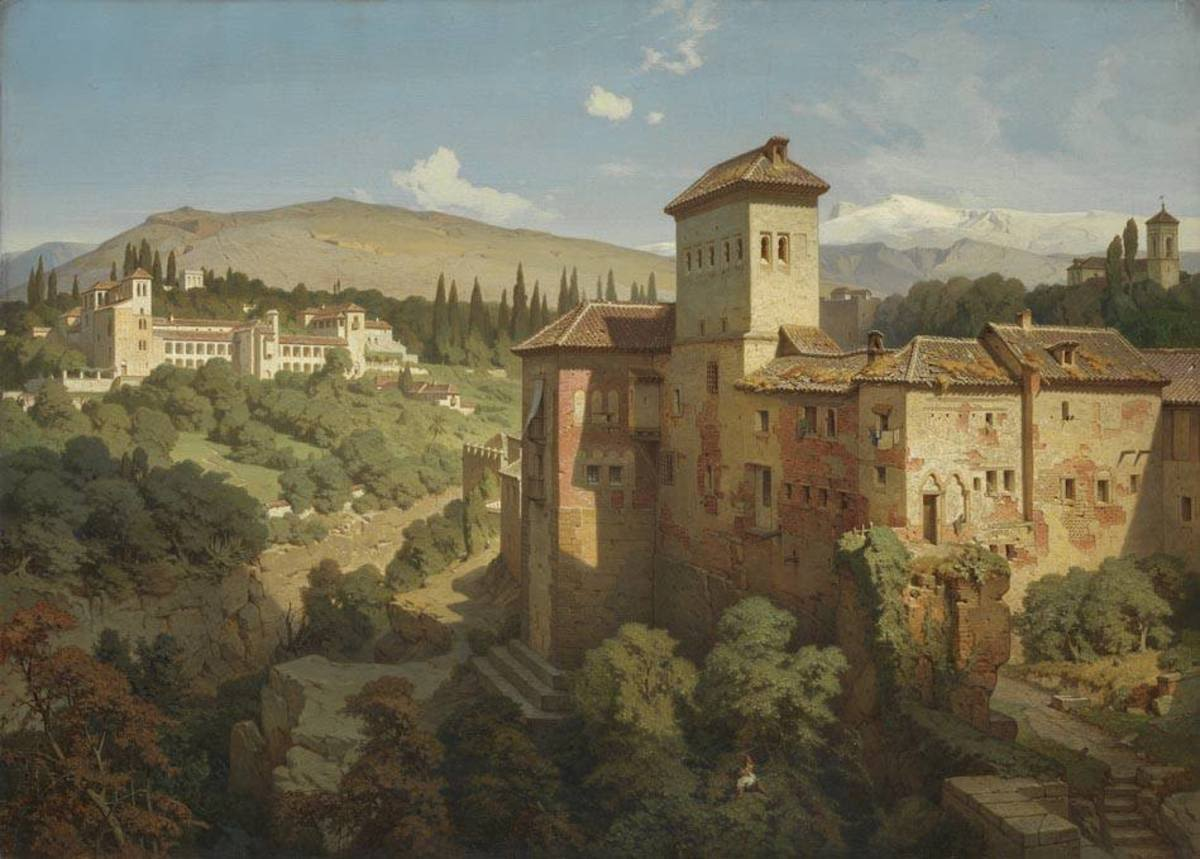
Eduard Gerhardt, Das Generalife bei Granada, 1862
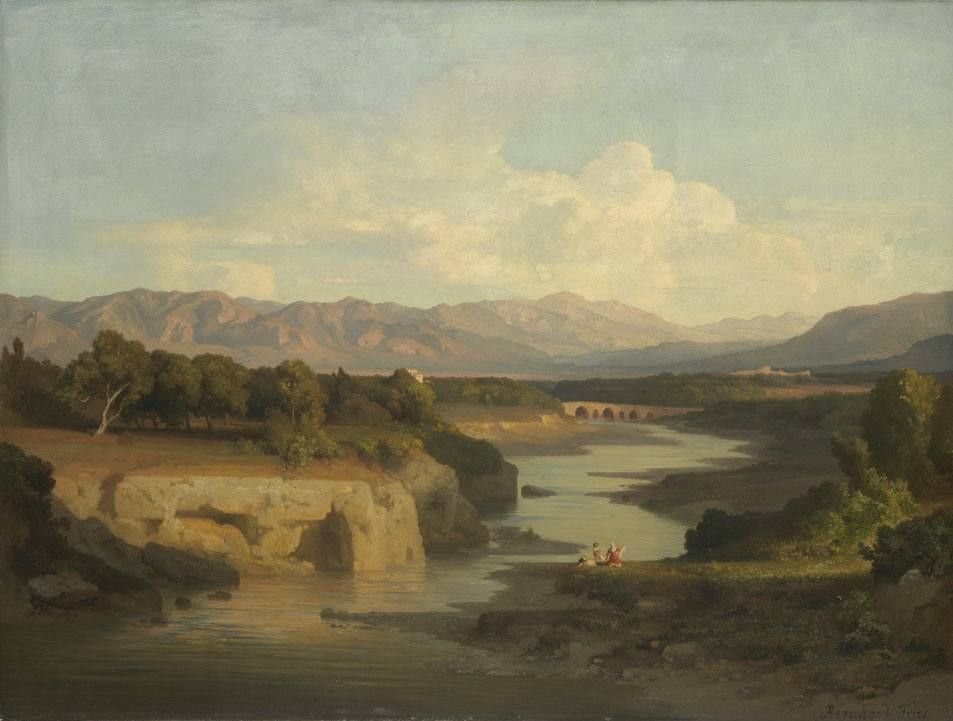
Bernhard Fries: Das Tal des Oreto bei Palermo, um 1860
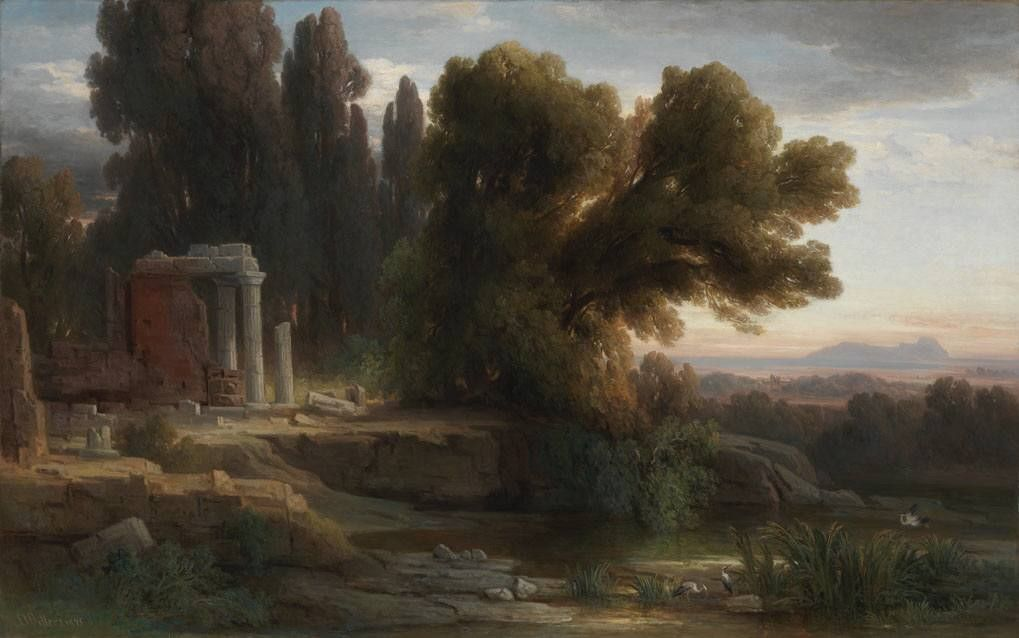
Ernst Willers: Hain bei Ariccia im Abendlicht, 1873
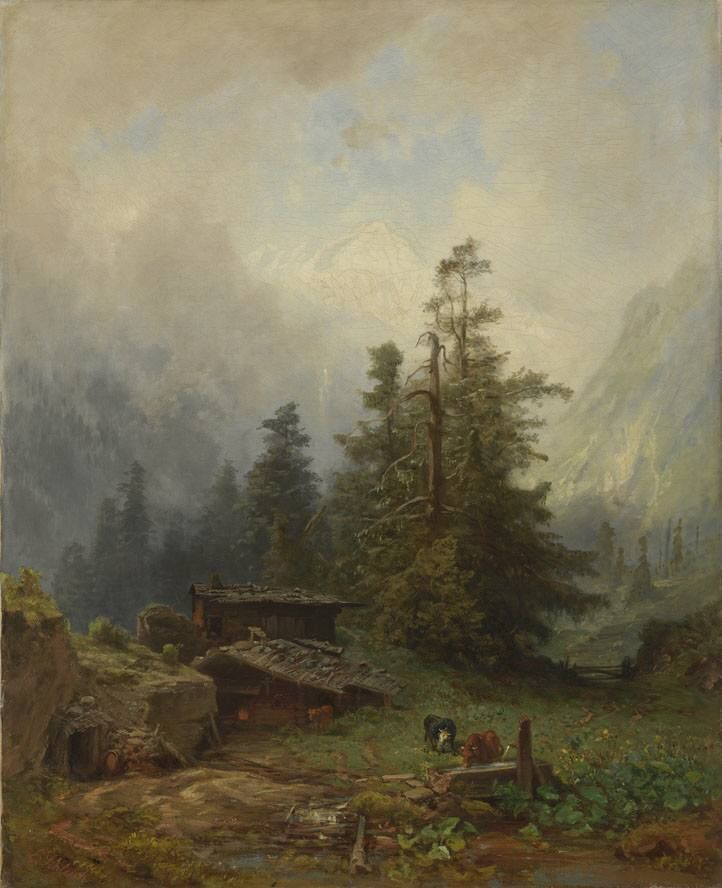
Eduard Schleich d. Ä.: Eine Alpe, um 1845
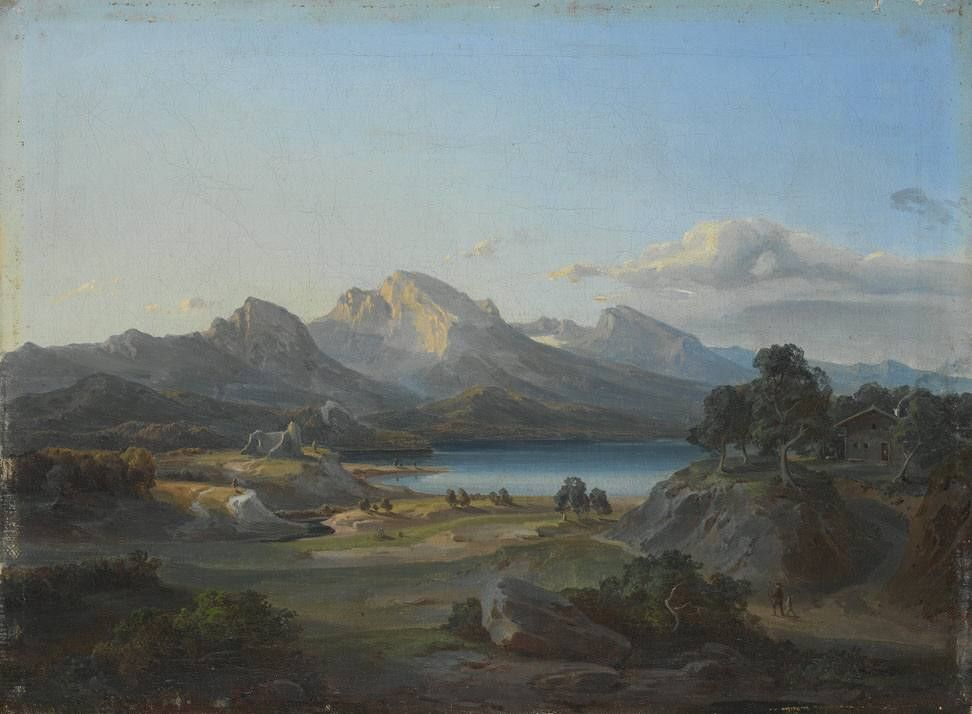
Carl Rottmann: Der Kochelsee, 1825